# Rimi Lietuva
Rimi Lietuva ist ein litauisches Einzelhandelsunternehmen mit über 3.200 Mitarbeitern (2017). Rimi betreibt verschiedene Vertriebslinie, die sich nach der Verkaufsfläche richten: 39 Hyper-Rimi (SB-Warenhäuser), 20 Super Rimi (Supermärkte) und 11 Rimi Express (Convenience Store). Das Unternehmen hat seinen Sitz von Savanorių prospektas in Naujamiestis zu Viršuliškės 2019 verlegt. Rimi Lietuva ist im Besitz von Rimi Baltic, einer Tochtergesellschaft des schwedischen Lebensmittelkonzerns ICA.

## Geschichte
1995 entstand UAB „Ekovalda“. 1999 kaufte schwedisches „ICA AB“ 50 % Aktien. 2000 entstand „Rimi“ („Supermarket“).
Seit 2001 gibt es „Hyper Rimi“. 2002 hatte „ICA AB“ 100 % Aktien von „Ekovalda“.
Seit 2002 ist es „Rimi Lietuva“. 2003 entstand erstes Handelszentrum „Rimi Hypermarket“. 2004 wurden alle Handelszentren zu „Rimi Hypermarket“.